# Giuseppe Torelli

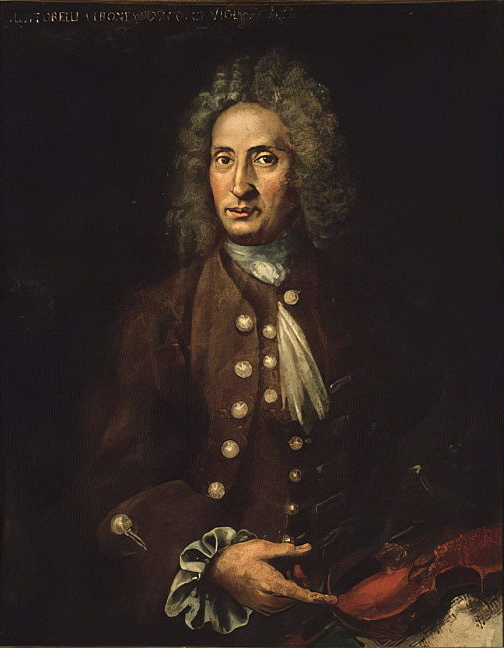
Giuseppe Torelli.

Giuseppe Torelli (Verona, 22 de abril de 1658 - Bolonia, 8 de febrero de 1709) fue un violinista, compositor y maestro de música italiano del Barroco.
Hermano del pintor Felice Torelli, es recordado especialmente por su contribución al desarrollo del concerto, sobre todo el concierto solista, y por su música para instrumentos de cuerda y trompeta.

## Biografía
El primer entrenamiento musical lo recibió en su ciudad natal con el maestro Giuliano Massaroti. 
En 1684 se trasladó a Bolonia para estudiar con Giacomo Antonio Perti y el 27 de junio de ese mismo año ingresó en la Academia Filarmónica de Bolonia como violinista. En 1686 obtuvo el puesto de violista en la orquesta de la Basílica de San Petronio, y en 1689 comenzó a utilizar la viola tenor. Torelli permaneció como músico de la orquesta hasta su disolución en 1696. 
Allí inició un recorrido por Ansbach (Alemania) y Viena, donde continuó su carrera musical hasta su retorno definitivo a Bolonia en 1701.
En 1698 publicó en Augsburgo sus "Conciertos musicales, op. 6", y al poco tiempo lo designaron primer violín en la corte de Jorge Federico II, margrave de Brandeburgo-Ansbach, donde permaneció dos años, hasta su viaje a Viena en 1700 para presentar un oratorio. 
Finalmente retornó a Bolonia, donde trabajó como violinista y maestro de música hasta su muerte en 1709. Entre sus muchos alumnos se cuentan Francesco Manfredini y otros compositores italianos del siglo XVIII

## Obra musical
Torelli aplicó la forma de tres movimientos (allegro, adagio, allegro) ya utilizada por Alessandro Scarlatti a los conciertos instrumentales, y fue uno de los principales impulsores del concerto grosso, cuya invención suele atribuirse a Corelli (1653-1713). 
Fue también pionero en la composición de conciertos solistas para violín y orquesta. Se conocen en total 84 obras de su autoría.

### Principales composiciones
- Diez trio-sonatas, op. 1 (1686, Bolonia)
- Concierto de cámara para dos violines y bajo, op. 2 (1686, Bolonia)
- Sinfonía a dos, tres y cuatro instrumentos, op. 3 (1687, Bolonia)
- 12 sonatas para violín y bajo continuo, op. 4 (1688, Bolonia)
- Concierto y sinfonía a cuatro, op. 5 (1692, Bolonia)
- Conciertos musicales a cuatro, op. 6 (1698, Augsburgo)
- Capricho musical para violín y viola, op. 7
- Concerti grossi, op. 8 (1 a 6 para 2 violines, 7 a 12 para un violín; con  pastorale per il santissimo Natale; 1709)
- Otros treinta conciertos para 1 a 4 trompetas y orquesta (sinfonie per tromba)